# Diego Buonanotte
Diego Mario Buonanotte Rende (Teodelina, 19 de abril de 1988) é um futebolista argentino que atua como meia e atacante. Atualmente, está no CF Villanovense.
Devido a sua estatura muito baixa, foi apelidado pelos companheiros de equipe e torcedores de El Enano ("O Anão").

## Carreira

### River Plate
Buonanotte começou sua carreira no River Plate em 2006 , após cinco anos nas categorias de base. Muito rápido e extremamente ágil, rapidamente virou destaque da tradicional equipe argentina junto com o brasileiro Guilherme.

### Málaga
Em 21 de janeiro de 2011, acertou com o Málaga, da Espanha, firmando um contrato com duração até 2016. Em seguida, foi novamente emprestado ao River Plate até julho de 2011.

### Universidad Católica
Após sua participação na equipe AEK Atenas, em 2016, ele foi apresentado como um novo reforço da Universidad Católica e mais tarde, celebrou a Supercopa de Chile 2016. No final daquele ano, ele foi coroado campeão do futebol chileno ao vencer o Apertura 2016, o primeiro bicampeonato na história do clube.
Após a volta dos longos torneios, Universidad Católica foi campeão da Campeonato Chileno de Futebol de 2018 e da Supercopa de Chile 2019, o segundo título do clube naquele torneio. No final daquela temporada 2019 voltou a festejar bicampeonato ao ganhar da Campeonato Chileno de Futebol de 2019, sendo o artilheiro da UC.
Em 10 de fevereiro de 2021, pela penúltima data, Universidad Católica conquistou da Campeonato Chileno de Futebol de 2020 e posteriormente, em março de 2021, foi  campeão da Supercopa de Chile 2020 com uma vitória por 4 a 2 sobre o Colo Colo. No final de 2021, a UC foi campeão da Supercopa 2021 em pênaltis, e mais tarde a instituição também foi coroada tetracampeã do torneio nacional, após vencer as edições 2018, 2019, 2020 e 2021.

### Sporting Cristal
No dia 5 de julho de 2022 foi anunciado como novo reforço do clube peruano.

## Seleção argentina
Chegou a atuar também nas seleções argentinas de base, onde participou das Olimpíadas de 2008.

## Acidente de carro
Em 26 de dezembro de 2009, Buonanotte envolveu-se em um acidente de carro que teve vítimas fatais. Após perder o controle do seu Peugeot 307 em uma estrada argentina, foi levado ao hospital com múltiplas fraturas, enquanto três amigos que viajavam com ele no carro morreram. O jogador dirigia-se a Teodelina, sua cidade natal, quando o carro colidiu com uma árvore, na província de Santa Fé.
Em março de 2010, o jogador foi inocentado das acusações de imprudência, que poderiam acarretar até em sua prisão.
Pensou-se inicialmente que a recuperação de Buonanotte exigiria até sete meses, mas ele retornou aos gramados em 17 de abril de 2010, menos de quatro meses após o acidente, entrando durante a partida contra o Godoy Cruz.

## Títulos
River Plate
- Campeonato Argentino: Clausura 2007-08

Universidad Católica
- Campeonato Chileno: 2016-A, 2018, 2019, 2020, 2021
- Supercopa de Chile: 2016, 2019, 2020, 2021

Seleção Argentina
- Jogos Olímpicos: Ouro em 2008